# 日本花椒
日本花椒是花椒属的一个种，也叫山椒（日语：サンショウ）、椒皮木（韓語：초피나무）、胡椒木，原产日本和韩国。日本花椒的学名常误用于鳍花椒。